# Емеринг (Округ Еберсберг)
Емеринг (њем. Emmering) општина је у њемачкој савезној држави Баварска. Једно је од 21 општинског средишта округа Еберсберг. Према процјени из 2010. у општини је живјело 1.422 становника. Посједује регионалну шифру (AGS) 9175136.

## Географски и демографски подаци
Емеринг се налази у савезној држави Баварска у округу Еберсберг. Општина се налази на надморској висини од 515 метара. Површина општине износи 17,2 km². У самом мјесту је, према процјени из 2010. године, живјело 1.422 становника. Просјечна густина становништва износи 83 становника/km².